# Palais du Tribunal (Parme)
Le Palazzo del Tribunale est un bâtiment néo-Renaissance, situé piazzale Corte d'Appello à Parme ; il constitue le siège du tribunal judiciaire de Parme.

## Histoire
En 1601, le duc Ranuce Ier Farnèse fonda le Collegio dei Nobili, également connu sous le nom de Collegio di Santa Caterina, une école prestigieuse pour les enfants de familles nobles âgés de dix à vingt ans. L'édifice, confié aux jésuites, prospéra jusqu'à la seconde moitié du XVIIIe siècle, mais tomba ensuite en déclin et fut supprimé sous le gouvernement napoléonien. Rouvert à la Restauration, il fut définitivement fermé à la suite des émeutes de 1831 par la duchesse Marie-Louise, qui l'unifia au collège Lalatta en créant le collège ducal Maria Luigia (rebaptisé en 1896 Collège national Maria Luigia), basé au palazzo Imperiale dell'Arena.
L'immense complexe du Collegio, vidé de tout mobilier, peintures et collections, fut complètement démoli en 1844 à la demande de la duchesse et en même temps la construction du bâtiment fut lancée sur une partie de la zone, qui dans les intentions originales, aurait dû servir de nouveau siège à l'Université de Parme ; l'architecte de la cour Nicola Bettoli, remplacé quelques années plus tard par son fils Luigi, s'est inspiré pour la façade Renaissance du Palais Farnèse à Rome.
Plus tard, le bâtiment est devenu le siège du tribunal de la ville.

## Description
Le grand bâtiment se développe sur un plan rectangulaire, s'étendant autour de deux cours étroites disposées symétriquement à côté du corps central, surélevées dans l'axe de l'entrée.
À l'arrière se dresse un bâtiment moderne, qui abrite la chancellerie, le service des exécutions criminelles et des bureaux judiciaires.
A l'intérieur du bâtiment historique, l'atrium voûté en berceau s'ouvre latéralement sur deux escaliers. Diverses salles sont ornées de colonnades et de peintures sur les voûtes ; la grande salle d'audience, caractérisée par de riches décorations exécutées a tempera, est de grande valeur.